# Paúl Uscanga
Francisco Paúl Uscanga Gutiérrez (ur. 25 marca 1991 w Coatzacoalcos) – meksykański piłkarz występujący na pozycji defensywnego pomocnika, od 2021 roku zawodnik Cancún.

## Kariera klubowa
Uscanga rozpoczynał swoją karierę piłkarską w zespole Tiburones Rojos de Boca del Río, czwartoligowej filii klubu Tiburones Rojos de Veracruz, w barwach której w latach 2007–2008 strzelił 12 bramek w 33 spotkaniach w Tercera División. W lipcu 2008 jego udane występy zaowocowały transferem do drugoligowego Club León, gdzie spędził kolejne sześć miesięcy w roli rezerwowego, po czym podpisał umowę z występującą w najwyższej klasie rozgrywkowej ekipą Atlante FC z siedzibą w mieście Cancún. W meksykańskiej Primera División zadebiutował za kadencji szkoleniowca José Guadalupe Cruza, 24 stycznia 2009 w wygranym 2:0 meczu z Morelią. W tym samym roku triumfował ze swoją drużyną w najbardziej prestiżowych rozgrywkach północnoamerykańskiego kontynentu – Lidze Mistrzów CONCACAF, lecz pozostawał wyłącznie głębokim rezerwowym zespołu, wobec czego jesień spędził na półrocznym wypożyczeniu w drugoligowej filii klubu, Atlante UTN z siedzibą w Nezahualcóyotl.
Wiosną 2010 Uscanga na zasadzie rocznego wypożyczenia powrócił do Club León, gdzie ponownie nie potrafił sobie wywalczyć miejsca w pierwszym składzie, w wiosennym sezonie Bicentenario 2010 docierając z tą drużyną do dwumeczu finałowego drugiej ligi meksykańskiej. W styczniu 2011 został wypożyczony po raz kolejny, tym razem do innej drugoligowej filii Atlante, Mérida FC. Jej barwy reprezentował przez następne pół roku, pełniąc funkcję podstawowego zawodnika. Po raz kolejny w Méridzie występował jesienią 2012, również regularnie pojawiając się na boiskach w wyjściowym składzie. Po powrocie do Atlante, 14 kwietnia 2013, strzelił swojego premierowego gola w pierwszej lidze w wygranym 2:1 spotkaniu z Guadalajarą.
| Sezon     | Klub        | Kraj   | Rozgrywki  | Mecze | Bramki |
| --------- | ----------- | ------ | ---------- | ----- | ------ |
| 2008/2009 | Club León   | Meksyk | Ascenso MX | 4     | 0      |
| 2008/2009 | Atlante FC  | Meksyk | Liga MX    | 3     | 0      |
| 2009/2010 | Atlante UTN | Meksyk | Ascenso MX | 16    | 1      |
| 2009/2010 | Club León   | Meksyk | Ascenso MX | 6     | 0      |
| 2010/2011 | Club León   | Meksyk | Ascenso MX | 2     | 0      |
| 2010/2011 | Mérida FC   | Meksyk | Ascenso MX | 16    | 1      |
| 2011/2012 | Atlante FC  | Meksyk | Liga MX    | 1     | 0      |
| 2012/2013 | Mérida FC   | Meksyk | Ascenso MX | 16    | 0      |
| 2012/2013 | Atlante FC  | Meksyk | Liga MX    | 11    | 1      |
| 2013/2014 | Atlante FC  | Meksyk | Liga MX    |       |        |